# Big Miracle
Big Miracle és una pel·lícula dramàtica britanoestatunidenca de dirigida per Ken Kwapis, i protagonitzada per Drew Barrymore i John Krasinski. La pel·lícula es basa en el llibre de 1989 de Tom Rose Freeing the Whales, que cobreix l'Operació Breakthrough, l'esforç internacional de 1988 per rescatar balenes grises atrapades al gel prop de Punta Barrow, Alaska.

## Sinopsi
Tres balenes grises de Califòrnia, atrapades sota el gel en el cercle polar àrtic, són descobertes pel periodista de televisió Adam Carlson (John Krasinski), que troba en la notícia la seva oportunitat per ser promogut a una emissora nacional i donar el salt en la seva carrera televisiva. El succés capta l'atenció de milions d'espectadors a nivell internacional i desencadena un esforç sense precedents per alliberar a les balenes del gel, en el qual s'involucren els nadius Inupiat, caçadors de balenes, un executiu del petroli (Ted Danson), la Guàrdia Nacional que intenta transportar per aire un aerolliscador, el president dels Estats Units, dos inventors de Minnesota que acudeixen a ajudar amb la seva màquina descongeladora, desenes de periodistes a la recerca de notorietat, un buc trencaglaç rus, i l'ecologista de Greenpeace Rachel Kramer (Drew Barrymore), ex-xicota de Carlson i emocionalment molt compromesa amb el rescat de les balenes.

## Repartiment
- John Krasinski[1] com a Adam Carlson
- Drew Barrymore[2] com a Rachel Kramer, basada en l'activista de Greenpeace Cindy Lowry[3]
- Ahmaogak Sweeney com el avi Inupiat Nathan de Malik
- John Pingayak com a caçador de balenes Inupiat de Malik
- Kristen Bell[4] com a Jill Gerard, una periodista de notícies
- Vinessa Shaw[5] com a Kelly Meyers, basada en Bonnie Carroll[6]
- Stephen Root com a Gov. Haskell
- Ted Danson com a J.W. McGraw
- Kathy Baker com a Ruth McGraw
- Dermot Mulroney com a Coronel Scott Boyer, basat en el General Tom Carroll
- Rob Riggle com a Dean Glowacki
- Michael Gaston com a Porter Beckford
- Ken Smith com a Stu
- Megan Angela Smith com a Sheena
- Tim Blake Nelson com a Pat Lafayette
- James LeGros com a Karl Hootkin
- Mark Ivanir com a Dimitri
- Stefan Kapicic com a Iuri
- Andrew Daly com a Don Davis
- Jonathan Slavin com a Roger Notch
- Gregory Jbara com a General Stanton
- John Michael Higgins com a Wes Handrick
- Sarah Palin com ella mateixa (arxiu, com a Sarah Heath, en la seva breu carrera esportiva)

## Producció
Warner Bros. va comprar el guió a Jack Amiel i Michael Begler l'abril de 2009, i el juny següent, Kwapis va ser adscrit per dirigir l'obra. Al setembre de 2010, amb Drew Barrymore i John Krasinski en els papers protagonistes, es va iniciar la filmació a Seward. Tenia un pressupost de producció de 30 o 40 milions de dòlars. L'equip va construir conjunts a Anchorage per assemblar-se a llocs de Barrow durant el rescat de balenes. El rodatge va durar 10 setmanes. El títol de treball de la pel·lícula era Everybody Loves Whales, que és una línia que encara s'escolta a la pel·lícula. Els efectes visuals a Big Miracle van ser creats per Rhythm and Hues Studios i Modus FX. Burger King va promocionar la pel·lícula amb joguines. El MPAA va puntuar aquesta pel·lícula com a PG pel llenguatge.
El trencaglaç soviètic vermell i negre en la pel·lícula va ser modelitzat igual que el buc trencaglaç nuclear de la classe Arktika real que és considerablement més gran que el trencaglaç dièsel-elèctric utilitzat en l'esforç real de rescat, el buc de 1975 Admiral Makarov. A la pel·lícula apareixen imatges reals del buc fabricat en 2007 50 Let Pobedy, el logotip de l'os polar blau i blanc de l'antic operador de la flota russa de trencaglaç nuclear Murmansk Shipping Company, és clarament visible, però el símbol de l'àtom en el casc, així com el nom del vaixell van ser retocats.

## Rebuda
A l'agregador Rotten Tomatoes, la pel·lícula té una qualificació de 74% de ressenyes positives de 95 crítics. El consens del lloc va ser: "Big Miracle utilitza esdeveniments de la vida real com a base per a un drama familiar sorprenentment satisfactori." Metacritic actualment té una puntuació de 61 sobre 28 comentaris. La pel·lícula es va obrir amb 2.267.385 dòlars en el seu dia d'obertura, classificant-se en el número 4 darrere de Chronicle, La dona de negre, i The Grey a taquilla. La pel·lícula va recaptar 7.760.205 dòlars en el seu cap de setmana d'obertura i va romandre al mateix lloc. El segon cap de setmana, la pel·lícula va baixar al número 8, amb 3.946.050 dòlars. La pel·lícula va tancar la seva carrera el 5 d'abril de 2012, amb 24.719.215 dòlars a tot el món.

## Per a més informació
- Rose, Tom. Freeing the Whales: How the Media Created the World's Greatest Non-Event.  Carol Publishing Corporation, 1989. ISBN 978-1-55972-011-3.